# Colonial Theatre
Le Colonial Theatre est un opéra de Boston fondé en 1900. C'est la plus ancienne salle d'opéra aux États-Unis à fonctionner encore.

## Spectacles
Le Colonial Theatre accueille depuis longtemps des productions de Broadway dans le cadre de leur tournée nationale ou de la phase de preview.
- Anything Goes
- Red, Hot and Blue
- Porgy and Bess
- Oklahoma! (appelé Away We Go! à Boston)
- The Merchant of Yonkers
- Born Yesterday
- Carousel
- Annie Get Your Gun
- Promises, Promises
- La Cage aux Folles
- Grand Hotel
- Follies
- Beatlemania
- A Little Night Music
- The Diary of Anne Frank
- Seussical The Musical
- Tallulah
- High Fidelity
- Moulin Rouge!